# Карл Льюїс
Карл Лью́їс  (англ. Carl Lewis; 1 липня 1961) — американський легкоатлет. Дев'ятиразовий олімпійський чемпіон у спринтерському бігу та стрибках у довжину і восьмикратний чемпіон світу. Один з небагатьох спортсменів, які зуміли завоювати «золото» на 4 Олімпіадах поспіль (1984, 1988, 1992 і 1996) в одній дисципліні (стрибки в довжину).
Тричі поспіль (1982, 1983 і 1984) визнавався кращим легкоатлетом світу. Сім разів був володарем кращого результату сезону в світі в стрибках в довжину (1981—1985, 1988, 1992) і тричі — на дистанції 200 метрів (1983, 1984, 1987). Лауреат Премії Принца Астурійського (1996).

## Виступи на Олімпіадах
| Олімпіада         | Дисципліна              | Місце |
| ----------------- | ----------------------- | ----- |
| Лос-Анджелес 1984 | біг на 100 метрів       | 1     |
| Лос-Анджелес 1984 | біг на 200 метрів       | 1     |
| Лос-Анджелес 1984 | естафета 4 x 100 метрів | 1     |
| Лос-Анджелес 1984 | стрибки у довжину       | 1     |
| Сеул 1988         | біг на 100 метрів       | 1     |
| Сеул 1988         | біг на 200 метрів       | 2     |
| Сеул 1988         | стрибки у довжину       | 1     |
| Барселона 1992    | естафета 4 x 100 метрів | 1     |
| Барселона 1992    | стрибки у довжину       | 1     |
| Атланта 1996      | стрибки у довжину       | 1     |